# Ornebius longicaudus
Ornebius longicaudus är en insektsart som först beskrevs av Henri Saussure 1877.  Ornebius longicaudus ingår i släktet Ornebius och familjen Mogoplistidae. Inga underarter finns listade i Catalogue of Life.